# 諸川宿
諸川宿（もろかわしゅく、もろかわじゅく）は、江戸時代の日光東街道（関宿通多功道）における下総国の宿場。現在は茨城県古河市諸川に相当する。
日光東街道の起点となる水戸街道小金宿・我孫子宿間の追分から数えて7番目の宿場である。

## 歴史
江戸時代以前の諸川は「茂呂河」とも呼ばれ、結城氏庶流の豪族・山川氏の所領であったと考えられている。 
慶長5年（1600年）、徳川家康の会津出兵では、山内一豊が諸川に宿陣しており（『山内家史料一豊公記』）、このころには町屋が整備されていたことが分かる。このとき、山内一豊は妻から大坂・石田三成方の情勢を知らせる「笠の緒の密書」を受け取り、下野・小山に在陣中の徳川家康に届けることで、家康の信頼を得た。その後の立身のきっかけとなった場所でもある。
宿駅の成立は、元和5年（1619年）頃と考えられている。宿駅の管理は主に幕府が担った。ただし、寛永16年（1639年）から18年までは下野国の壬生藩領、寛永18年から宝暦元年（1651年）までは旗本領 であった。

## 町の概要
文政 4年（1821年）の『諸川町村鑑明細帳』によれば、家数は95軒、人口は376人（男198人、女178人）である。町の中央には本陣と脇本陣が一軒ずつあり、本陣の正面に高札場があった。 
宿場の位置は、現在の国道125号と日光東街道に相当する県道17号の交差点「諸川十字路」付近を南端とし、県道17号沿いの諸川郵便局付近を北端とした。南から順に上町・仲町・下町、および途中で東側に分岐する下妻道沿いの新町から構成された。

## 寺社
- 向龍寺: 諸川仲町の時宗寺院。鎌倉時代の正中2年（1325年）、時宗遊行7代上人託何の弟子である向阿が開山した（寺蔵文書による）。室町時代造立の半頭身の阿弥陀如来像、暦応2年（1339年）からの板碑47基がある。[9] 板碑のうち、応安4年（1371年）11月に造られたものは、古河市の指定文化財（歴史資料）である[10]。
- 宝蔵寺: 諸川下町の真言宗寺院。中世豪族・山川氏にゆかりがある。室町時代の創建と考えられる。文明年間（1469年～1487年）、性宥によって中興された（寺伝）。中興以前は、円福寺の支配下にあり、地蔵院流実勝方の真言宗寺院として栄えた。中興以後は鶏足寺流（慈猛意教流）の寺院となる。[11] [12] 慶安元年（1648年）には朱印地8石を安堵されている。[13]

## 助郷の村々
各宿場町では、参勤交代や公用の人や物を運ぶために人馬を常備する必要があったが、これを助けるために近隣の村々が助郷に指定された。諸川宿の場合は五部村だった（『小林欣一家文書』）。
五部村だけで不足の場合は、臨時の加助郷が定められた。壬生藩領の時期には、藩が領内の村から割り当てていたと考えられるが、詳細は不明である。幕府領の時期には、例えば、寛政10年（1798年）の松平伊豆守日光帰路では、弓田村・馬立村・沓掛村・生子村など16カ村が割り当てられている（『舘野喜重郎家文書』）。文化9年（1812年）の青山下野守の日光帰路では、生子村・逆井村・馬立村・弓田村など11カ村で、このうち寛政10年時と同じ村は6カ村だった。 このときは隣の宿場である仁連町と五部村からも人足が出ていた。
また、日光東街道は日光街道（日光道中）の脇往還であったことから、諸川町は宿場となっていたに関わらず、本道の宿場の助郷となることもあった。正徳5年（1715年）には、日光街道・古河宿の増助郷を命じられている。

## 隣の宿場
仁連宿 - 諸川宿 - 武井宿